# Maroun el Ras
Maroun el Ras è un centro abitato e comune (municipalité) del Libano situato nel distretto di Bent Jbail, governatorato di Nabatiye.